# Абрамов, Сергей Семёнович (альпинист)
Сергей Семёнович Абрамов (род. 5 марта 1946 года, Каменск-Уральский, Свердловская область, РСФСР, СССР) — советский, российский альпинист, мастер спорта СССР, четырёхкратный чемпион СССР по альпинизму, обладатель титула «Снежный барс», инструктор по альпинизму.

## Биография
Родился 5 марта 1946 года в городе Каменск-Уральский Свердловской области.
С юности начал заниматься двоеборьем в городской секции в районе скалы «Богатырёк», а с 1969 года занимался в секции альпинизма при радиозаводе города Каменск-Уральский. В 1973 году перевёлся на второй курс строительного факультета Уральского политехнического института, который окончил в 1977 году.
В 1975 году вошёл в сборную УПИ по альпинизму, с мая 1977 года — «Инструктор-методист альпинизма» категории № 3 (удостоверение № 350, выданное Федерацией альпинизма России).
С 2000 года является заместителем директора «СК-Вертикаль», занимается также реставрацией православных храмов Свердловской области.
Семья
Женат на выпускнице строительного факультета УПИ и имеет трёх детей.

## Список восхождений
Имеет следующий список восхождений:
- 1973 — в составе команды «Труд» занял 2 место во Всесоюзном первенстве спасотрядов в «Безенги». Награждён жетоном «Спасотряд» № 1088;
- июль 1977 — пик Коммунизма (7495 метров) с командой УПИ;
- июль 1978 — пик Узбекистан с командой «Буревестник», 2 место на ЦС;
- 1979 — пик Замин-Карор (Гиссарекий хребет), первый очный чемпионат СССР по альпинизму в техническом классе. 1 место в чемпионате СССР.
- 1980 — пик Памиро-Алтай (5200 метров), первопрохождение по северной стене. 1 место в чемпионате СССР (технический класс).
- 1981 — пик Ерыдаг (Восточный Кавказ) по западной стене. 1 место в чемпионате СССР (класс скальных восхождений).
- 1981 — пик Коммунизма и Корженевской в международном альплагере на Памире;
- 1982 — пик Энгельса по северо-восточной стене (Юго-Западный Памир), класс высотных восхождений С. Ефимов руководитель, Е. Виноградский, С. Абрамов, В. Брыксин, А. Лебедихин, В. Чащегоров. 1 место в чемпионате СССР в высотно-техническом классе;
- 1984 — пик Победы по западному гребню;
- 1994 — Мак-Кинли, высшую точку Северной Америки;
- 1996 — пик Аконкагуа (7035 метров) в Южной Америке.

## Награды
За свои достижения был неоднократно отмечен:
- 30.12.1980 — звание «Мастер спорта СССР» по альпинизму (значок № 172097)[4];
- 1987 — титул «Снежный барс» (за восхождения на все вершины СССР высотой более 7000 метров: пики Коммунизма, Победы, Ленина, Коржневской, Хантенгри) (значок № 157);
- 2015 — титул «Путешественник-легенда» со званием действительного члена Академии (Клуба) Всемирной Энциклопедии Путешествий.